# Puchar Świata w skokach narciarskich 2005/2006
Puchar Świata w skokach narciarskich 2005/2006 – 27. edycja Pucharu Świata mężczyzn w skokach narciarskich, która rozpoczęła się 26 listopada 2005 roku w fińskiej Ruce na skoczni Rukatunturi, a zakończyła 19 marca 2006 na Letalnicy w słoweńskiej Planicy. Ostateczny kalendarz zawodów został zatwierdzony dnia 8 maja w Amsterdamie.
Podczas trwania sezonu w kalendarzu Pucharu Świata doszło do następujących zmian:
- Pierwszy konkurs indywidualny w Ruce odwołano z powodu niekorzystnych warunków atmosferycznych. Przeniesiono go na następny dzień, a odbył się on o 13:45, przed drugim konkursem indywidualnym. Z powodu braku czasu przed tym konkursem odbyła się tylko jedna seria.
- Z powodu braku śniegu grudniowe konkursy w Trondheim przeniesiono do Lillehammer.
- Pierwszy konkurs indywidualny w Engelbergu nie odbył się z powodu niekorzystnych warunków atmosferycznych.

Zdobywcą Kryształowej Kuli został Czech Jakub Janda.

## Kalendarz i wyniki
| Lp                                                                              | Data              | Miejscowość            | Skocznia                   | HS    | Uwagi        | 1. miejsce                                                                               | 2. miejsce                                                                                   | 3. miejsce                                                                                 |
| ------------------------------------------------------------------------------- | ----------------- | ---------------------- | -------------------------- | ----- | ------------ | ---------------------------------------------------------------------------------------- | -------------------------------------------------------------------------------------------- | ------------------------------------------------------------------------------------------ |
|                                                                                 | 25 listopada 2005 | Ruka                   | Rukatunturi                | HS142 | nocny        | odwołany                                                                                 | odwołany                                                                                     | odwołany                                                                                   |
| 1.                                                                              | 26 listopada 2005 | Ruka                   | Rukatunturi                | HS142 | [ b ]        | Jakub Janda                                                                              | Janne Ahonen                                                                                 | Robert Kranjec                                                                             |
| 2.                                                                              | 26 listopada 2005 | Ruka                   | Rukatunturi                | HS142 | nocny        | Robert Kranjec                                                                           | Janne Ahonen                                                                                 | Michael Uhrmann                                                                            |
| 3.                                                                              | 3 grudnia 2005    | Lillehammer            | Lysgårdsbakken             | HS134 | nocny        | Andreas Küttel                                                                           | Jakub Janda                                                                                  | Lars Bystøl                                                                                |
| 4.                                                                              | 4 grudnia 2005    | Lillehammer            | Lysgårdsbakken             | HS134 | [ c ]        | Jakub Janda                                                                              | Lars Bystøl                                                                                  | Andreas Küttel                                                                             |
| 5.                                                                              | 10 grudnia 2005   | Harrachov              | Čertak                     | HS142 | -            | Andreas Küttel                                                                           | Michael Uhrmann                                                                              | Janne Ahonen                                                                               |
| 6.                                                                              | 11 grudnia 2005   | Harrachov              | Čertak                     | HS142 | -            | Jakub Janda                                                                              | Janne Ahonen                                                                                 | Andreas Küttel                                                                             |
|                                                                                 | 17 grudnia 2005   | Engelberg              | Gross-Titlis-Schanze       | HS137 | [ a ]        | odwołany                                                                                 | odwołany                                                                                     | odwołany                                                                                   |
| 7.                                                                              | 18 grudnia 2005   | Engelberg              | Gross-Titlis-Schanze       | HS137 | -            | Jakub Janda                                                                              | Michael Uhrmann                                                                              | Andreas Kofler                                                                             |
| 8.                                                                              | 29 grudnia 2005   | Oberstdorf             | Schattenbergschanze        | HS137 | TCS, nocny   | Janne Ahonen                                                                             | Roar Ljøkelsøy                                                                               | Jakub Janda                                                                                |
| 9.                                                                              | 1 stycznia 2006   | Garmisch-Partenkirchen | Große Olympiaschanze       | HS125 | TCS          | Jakub Janda                                                                              | Janne Ahonen                                                                                 | Matti Hautamäki                                                                            |
| 10.                                                                             | 4 stycznia 2006   | Innsbruck              | Bergisel                   | HS130 | TCS          | Lars Bystøl                                                                              | Jakub Janda                                                                                  | Bjørn Einar Romøren                                                                        |
| 11.                                                                             | 6 stycznia 2006   | Bischofshofen          | Paul-Ausserleitner-Schanze | HS140 | TCS, nocny   | Janne Ahonen                                                                             | Jakub Janda                                                                                  | Roar Ljøkelsøy                                                                             |
|                                                                                 |                   |                        |                            |       |              |                                                                                          |                                                                                              |                                                                                            |
| Mistrzostwa Świata w Lotach Narciarskich 2006 • Tauplitz, 13 – 15 stycznia 2006 |                   |                        |                            |       |              |                                                                                          |                                                                                              |                                                                                            |
|                                                                                 |                   |                        |                            |       |              |                                                                                          |                                                                                              |                                                                                            |
| 12.                                                                             | 21 stycznia 2006  | Sapporo                | Ōkurayama                  | HS134 | nocny        | Bjørn Einar Romøren                                                                      | Roar Ljøkelsøy                                                                               | Takanobu Okabe                                                                             |
| 13.                                                                             | 22 stycznia 2006  | Sapporo                | Ōkurayama                  | HS134 | -            | Roar Ljøkelsøy                                                                           | Daiki Itō                                                                                    | Takanobu Okabe                                                                             |
| 14.                                                                             | 28 stycznia 2006  | Zakopane               | Wielka Krokiew             | HS134 | nocny        | Matti Hautamäki                                                                          | Tami Kiuru                                                                                   | Janne Ahonen                                                                               |
| 15.                                                                             | 29 stycznia 2006  | Zakopane               | Wielka Krokiew             | HS134 | [ d ]        | Matti Hautamäki                                                                          | Janne Ahonen                                                                                 | Thomas Morgenstern                                                                         |
| 16.                                                                             | 4 lutego 2006     | Willingen              | Mühlenkopfschanze          | HS145 | -            | Andreas Kofler                                                                           | Thomas Morgenstern                                                                           | Andreas Küttel                                                                             |
| 17.                                                                             | 5 lutego 2006     | Willingen              | Mühlenkopfschanze          | HS145 | drużynowy    | Finlandia 1. Tami Kiuru · 2. Janne Happonen · 3. Matti Hautamäki · 4. Janne Ahonen       | Austria 1. Andreas Kofler · 2. Andreas Widhölzl · 3. Martin Koch · 4. Thomas Morgenstern     | Norwegia 1. Bjørn Einar Romøren · 2. Lars Bystøl · 3. Sigurd Pettersen · 4. Roar Ljøkelsøy |
|                                                                                 |                   |                        |                            |       |              |                                                                                          |                                                                                              |                                                                                            |
| Zimowe Igrzyska Olimpijskie 2006 • Turyn (Pragelato), 10 – 26 lutego 2006       |                   |                        |                            |       |              |                                                                                          |                                                                                              |                                                                                            |
|                                                                                 |                   |                        |                            |       |              |                                                                                          |                                                                                              |                                                                                            |
| 18.                                                                             | 4 marca 2006      | Lahti                  | Salpausselkä               | HS130 | nocny, druż. | Austria 1. Andreas Widhölzl · 2. Andreas Kofler · 3. Martin Koch · 4. Thomas Morgenstern | Norwegia 1. Bjørn Einar Romøren · 2. Tommy Ingebrigtsen · 3. Lars Bystøl · 4. Roar Ljøkelsøy | Finlandia 1. Janne Happonen · 2. Risto Jussilainen · 3. Janne Ahonen · 4. Matti Hautamäki  |
| 19.                                                                             | 5 marca 2006      | Lahti                  | Salpausselkä               | HS130 | TN           | Janne Happonen                                                                           | Jakub Janda                                                                                  | Michael Uhrmann                                                                            |
| 20.                                                                             | 7 marca 2006      | Kuopio                 | Puijo                      | HS127 | TN, nocny    | Andreas Küttel                                                                           | Thomas Morgenstern                                                                           | Adam Małysz                                                                                |
| 21.                                                                             | 10 marca 2006     | Lillehammer            | Lysgårdsbakken             | HS134 | TN, nocny    | Thomas Morgenstern                                                                       | Bjørn Einar Romøren                                                                          | Andreas Kofler                                                                             |
| 22.                                                                             | 12 marca 2006     | Oslo                   | Holmenkollbakken           | HS128 | TN           | Adam Małysz                                                                              | Thomas Morgenstern                                                                           | Andreas Kofler                                                                             |
| 23.                                                                             | 18 marca 2006     | Planica                | Letalnica                  | HS215 | loty         | Bjørn Einar Romøren                                                                      | Roar Ljøkelsøy                                                                               | Martin Koch                                                                                |
| 24.                                                                             | 19 marca 2006     | Planica                | Letalnica                  | HS215 | loty         | Janne Happonen                                                                           | Martin Koch                                                                                  | Robert Kranjec                                                                             |

## Statystyki indywidualne
| Austria |    |    |    |     |    |     |    |    |    |    |    |     |    |    |    |    |    |    |    |    |    |    |
| Manuel Fettner | q  | q  | q  | q   | –  | –   | q  | –  | –  | 46 | 27 | 20  | 16 | 25 | 25 | 23 | 43 | 43 | 45 | –  | q  | –  |
| Mathias Hafele | –  | –  | –  | –   | –  | –   | –  | –  | –  | 44 | q  | –   | –  | –  | –  | –  | –  | –  | –  | –  | –  | –  |
| Martin Höllwarth | 21 | 36 | 21 | 15  | 50 | –   | 46 | 25 | 19 | q  | 32 | –   | –  | 27 | 30 | –  | 37 | 44 | 36 | 35 | –  | –  |
| Stefan Kaiser | –  | –  | –  | –   | –  | –   | –  | –  | –  | q  | q  | –   | –  | –  | –  | –  | –  | –  | –  | –  | –  | –  |
| Bastian Kaltenböck | –  | –  | –  | –   | –  | –   | –  | –  | –  | 48 | q  | –   | –  | –  | –  | 32 | –  | –  | –  | –  | –  | –  |
| Martin Koch | q  | 37 | 43 | q   | 17 | 38  | 11 | 23 | 11 | 20 | 28 | –   | –  | 20 | 23 | 7  | 11 | 17 | 10 | 6  | 3  | 2  |
| Andreas Kofler | 10 | 15 | 16 | 7   | 24 | 24  | 3  | 15 | 6  | 11 | 10 | –   | –  | 5  | 6  | 1  | 7  | 7  | 3  | 3  | 18 | 7  |
| Daniel Lackner | –  | –  | –  | –   | –  | –   | –  | –  | –  | –  | –  | –   | –  | –  | –  | –  | q  | 53 | 40 | 30 | 38 | –  |
| Wolfgang Loitzl | 41 | 28 | 11 | 9   | 20 | 20  | 6  | 39 | 18 | 16 | 24 | –   | –  | 33 | 28 | –  | –  | –  | –  | –  | –  | –  |
| Thomas Morgenstern | 6  | 6  | 9  | 8   | 9  | 12  | 7  | 36 | 25 | 4  | 8  | –   | –  | 7  | 3  | 2  | 5  | 2  | 1  | 2  | 9  | 13 |
| Roland Müller | –  | –  | –  | –   | –  | –   | –  | –  | –  | 42 | q  | –   | –  | –  | –  | –  | –  | –  | –  | –  | –  | –  |
| Arthur Pauli | –  | –  | –  | –   | –  | –   | –  | –  | –  | q  | q  | –   | –  | –  | –  | –  | –  | –  | –  | –  | –  | –  |
| Gregor Schlierenzauer | –  | –  | –  | –   | –  | –   | –  | –  | –  | –  | –  | –   | –  | –  | –  | –  | –  | –  | –  | 24 | –  | –  |
| Balthasar Schneider | –  | –  | –  | –   | –  | –   | –  | 37 | 47 | q  | q  | 22  | 33 | –  | –  | –  | –  | –  | –  | –  | q  | –  |
| Reinhard Schwarzenberger | –  | –  | –  | –   | –  | –   | –  | –  | –  | 29 | 21 | 12  | 19 | 28 | 29 | 25 | –  | –  | –  | –  | –  | –  |
| Stefan Thurnbichler | –  | –  | –  | –   | –  | –   | –  | q  | 36 | 50 | 48 | 49  | q  | –  | –  | –  | –  | –  | –  | –  | –  | –  |
| Gerald Wambacher | –  | –  | –  | –   | –  | –   | –  | –  | –  | q  | –  | –   | –  | –  | –  | –  | –  | –  | –  | –  | –  | –  |
| Andreas Widhölzl | 8  | 9  | 6  | 4   | 4  | 11  | 9  | 6  | 31 | 12 | 9  | 7   | 32 | –  | –  | 50 | 13 | 5  | 8  | 4  | 10 | 6  |
| Białoruś |    |    |    |     |    |     |    |    |    |    |    |     |    |    |    |    |    |    |    |    |    |    |
| Maksim Anisimau | 50 | 44 | 34 | 39  | –  | –   | –  | q  | 50 | q  | q  | –   | –  | –  | –  | –  | q  | 31 | q  | 38 | –  | –  |
| Piotr Czaadajew | 37 | q  | q  | q   | –  | –   | –  | q  | 46 | q  | 50 | –   | –  | –  | –  | –  | 46 | q  | q  | 45 | –  | –  |
| Bułgaria |    |    |    |     |    |     |    |    |    |    |    |     |    |    |    |    |    |    |    |    |    |    |
| Petyr Fyrtunow | –  | –  | –  | –   | q  | q   | –  | q  | q  | q  | q  | –   | –  | –  | –  | –  | –  | –  | –  | –  | –  | –  |
| Georgi Żarkow | –  | –  | –  | –   | –  | q   | –  | q  | q  | q  | q  | –   | –  | –  | –  | –  | –  | –  | –  | –  | –  | –  |
| Chiny |    |    |    |     |    |     |    |    |    |    |    |     |    |    |    |    |    |    |    |    |    |    |
| Li Yang | –  | –  | –  | –   | –  | –   | q  | q  | q  | q  | q  | q   | 37 | –  | –  | –  | –  | –  | –  | –  | –  | –  |
| Tian Zhandong | –  | –  | –  | –   | –  | –   | 45 | q  | q  | q  | q  | 43  | 50 | –  | –  | –  | –  | –  | –  | –  | –  | –  |
| Czechy |    |    |    |     |    |     |    |    |    |    |    |     |    |    |    |    |    |    |    |    |    |    |
| Michal Doležal | –  | –  | –  | –   | q  | q   | –  | –  | –  | –  | –  | –   | –  | –  | –  | –  | –  | –  | –  | –  | –  | –  |
| Jakub Janda | 1  | 7  | 2  | 1   | 7  | 1   | 1  | 3  | 1  | 2  | 2  | –   | –  | 11 | 4  | 8  | 2  | 8  | 17 | 5  | 29 | –  |
| Antonín Hájek | q  | 49 | 47 | 43  | 27 | 32  | –  | 45 | 32 | 30 | 43 | dsq | 47 | –  | –  | –  | –  | –  | –  | –  | –  | –  |
| Lukáš Hlava | –  | –  | –  | –   | q  | q   | –  | –  | –  | –  | –  | –   | –  | –  | –  | –  | –  | –  | –  | –  | q  | –  |
| Roman Koudelka | –  | –  | –  | –   | q  | q   | –  | –  | –  | –  | –  | –   | –  | –  | –  | –  | –  | –  | –  | –  | –  | –  |
| Jan Matura | q  | q  | 39 | 19  | 14 | 16  | 22 | 42 | 41 | q  | 30 | 18  | 9  | 41 | 27 | 20 | 24 | 32 | 37 | 39 | 35 | 30 |
| Jan Mazoch | q  | q  | 45 | dsq | q  | 47  | –  | q  | q  | –  | –  | 44  | 26 | 44 | 46 | –  | –  | –  | –  | –  | –  | –  |
| Borek Sedlák | –  | –  | –  | –   | 30 | q   | –  | –  | –  | –  | –  | –   | –  | 38 | 38 | 38 | q  | 30 | 39 | q  | q  | –  |
| František Vaculík | –  | –  | –  | –   | 46 | q   | –  | –  | –  | –  | –  | –   | –  | –  | –  | –  | –  | –  | –  | –  | –  | –  |
| Ondřej Vaculík | –  | –  | –  | –   | q  | q   | q  | –  | –  | q  | q  | 33  | 28 | –  | –  | 30 | q  | 48 | q  | q  | –  | –  |
| Estonia |    |    |    |     |    |     |    |    |    |    |    |     |    |    |    |    |    |    |    |    |    |    |
| Jens Salumäe | 25 | 32 | –  | –   | –  | –   | q  | 46 | 45 | q  | 49 | –   | –  | –  | –  | 36 | 23 | 29 | 32 | 33 | q  | –  |
| Jaan Jüris | q  | q  | –  | –   | –  | –   | –  | –  | –  | q  | q  | –   | –  | 51 | q  | –  | q  | q  | –  | –  | –  | –  |
| Finlandia |    |    |    |     |    |     |    |    |    |    |    |     |    |    |    |    |    |    |    |    |    |    |
| Janne Ahonen | 2  | 2  | 5  | 6   | 3  | 2   | 4  | 1  | 2  | 6  | 1  | –   | –  | 3  | 2  | 6  | 20 | –  | 25 | 12 | 11 | 10 |
| Lauri Hakola | q  | q  | –  | –   | –  | –   | –  | –  | –  | –  | –  | –   | –  | –  | –  | –  | –  | –  | –  | –  | –  | –  |
| Janne Happonen | 24 | 10 | 17 | 22  | q  | 30  | 23 | 27 | 28 | 32 | 15 | –   | –  | 6  | 16 | 15 | 1  | 11 | 9  | 8  | 6  | 1  |
| Jussi Hautamäki | 31 | 46 | –  | –   | –  | –   | –  | –  | –  | –  | –  | 39  | 48 | –  | –  | –  | –  | 39 | –  | –  | –  | –  |
| Matti Hautamäki | 27 | 8  | 15 | 12  | 26 | 29  | 35 | 5  | 3  | 15 | 15 | –   | –  | 1  | 1  | 13 | 10 | 12 | 23 | 7  | 16 | 14 |
| Joonas Ikonen | 34 | 21 | 20 | 18  | 23 | 26  | 28 | 18 | 23 | 36 | 31 | 9   | 7  | 29 | 32 | –  | 35 | 26 | q  | 21 | 39 | 29 |
| Risto Jussilainen | 19 | 22 | 29 | 36  | 11 | 27  | 40 | 43 | q  | –  | –  | 5   | 8  | 38 | 26 | –  | 22 | 18 | q  | q  | –  | –  |
| Kalle Keituri | q  | q  | –  | –   | –  | –   | –  | –  | –  | –  | –  | –   | –  | –  | –  | –  | –  | –  | –  | –  | –  | –  |
| Tami Kiuru | 17 | 18 | 36 | 27  | 44 | 46  | 44 | 34 | 42 | 31 | 17 | –   | –  | 2  | 15 | 10 | 15 | 9  | 20 | 11 | 25 | 19 |
| Arttu Lappi | 43 | 48 | –  | –   | –  | –   | –  | –  | –  | –  | –  | –   | –  | –  | –  | –  | –  | –  | –  | –  | –  | –  |
| Veli-Matti Lindström | q  | q  | –  | –   | –  | –   | –  | –  | –  | –  | –  | –   | –  | –  | –  | –  | –  | –  | –  | –  | q  | –  |
| Harri Olli | q  | q  | –  | –   | 36 | 19  | 37 | 40 | 27 | q  | q  | 13  | 10 | –  | –  | 19 | 31 | 24 | 28 | 28 | 28 | 31 |
| Juha-Matti Ruuskanen | 49 | q  | –  | –   | –  | –   | –  | –  | –  | –  | –  | q   | q  | –  | –  | –  | –  | –  | –  | –  | –  | –  |
| Kimmo Yliriesto | 40 | 38 | –  | –   | –  | –   | –  | –  | –  | –  | –  | 17  | 25 | –  | –  | –  | –  | –  | –  | –  | –  | –  |
| Francja |    |    |    |     |    |     |    |    |    |    |    |     |    |    |    |    |    |    |    |    |    |    |
| Emmanuel Chedal | 38 | 47 | q  | q   | 40 | 31  | q  | –  | q  | 38 | q  | q   | 42 | –  | –  | –  | –  | –  | q  | 22 | 32 | –  |
| Vincent Descombes Sevoie | –  | –  | –  | –   | –  | –   | –  | –  | q  | q  | q  | –   | –  | q  | q  | –  | –  | –  | 47 | q  | q  | –  |
| Nicolas Dessum | q  | q  | q  | q   | –  | –   | –  | –  | –  | –  | –  | –   | –  | q  | q  | –  | –  | –  | –  | –  | –  | –  |
| David Lazzaroni | 36 | 42 | q  | 44  | 22 | 35  | 50 | 47 | 37 | q  | 44 | 26  | 34 | 34 | 34 | –  | –  | –  | q  | 50 | 27 | –  |
| Japonia |    |    |    |     |    |     |    |    |    |    |    |     |    |    |    |    |    |    |    |    |    |    |
| Akira Higashi | q  | q  | q  | 48  | –  | –   | q  | –  | –  | –  | –  | –   | –  | –  | –  | –  | q  | q  | 31 | 41 | q  | –  |
| Tsuyoshi Ichinohe | 22 | 33 | q  | q   | 42 | 49  | q  | 35 | q  | 49 | q  | 14  | 27 | –  | –  | 28 | 32 | 46 | 50 | 47 | q  | –  |
| Daiki Itō | 42 | 35 | 37 | 38  | 28 | 33  | 36 | 16 | 26 | 39 | 23 | 4   | 2  | –  | –  | 4  | 34 | 15 | 24 | q  | 12 | 20 |
| Kenshirō Itō | –  | –  | –  | –   | –  | –   | –  | –  | –  | –  | –  | 37  | 35 | –  | –  | –  | –  | –  | –  | –  | –  | –  |
| Noriaki Kasai | q  | 41 | 32 | 21  | 38 | 39  | 19 | 14 | 12 | 9  | 11 | 24  | 4  | –  | –  | 21 | 19 | 19 | 13 | 14 | 31 | 28 |
| Hideharu Miyahira | –  | –  | –  | –   | –  | –   | –  | q  | q  | q  | q  | 16  | q  | –  | –  | –  | –  | –  | –  | –  | –  | –  |
| Takanobu Okabe | q  | 13 | 13 | 10  | 18 | 10  | –  | 4  | 10 | 8  | 6  | 3   | 3  | –  | –  | 12 | 12 | 16 | 14 | 19 | 17 | 11 |
| Yukio Sakano | –  | –  | –  | –   | –  | –   | –  | –  | –  | –  | –  | 11  | 14 | –  | –  | –  | –  | –  | –  | –  | –  | –  |
| Shōhei Tochimoto | –  | –  | –  | –   | –  | –   | –  | –  | –  | –  | –  | 32  | 45 | –  | –  | –  | –  | –  | –  | –  | –  | –  |
| Shingo Ueno | –  | –  | –  | –   | –  | –   | –  | –  | –  | –  | –  | 25  | 13 | –  | –  | –  | –  | –  | –  | –  | –  | –  |
| Yūta Watase | –  | –  | –  | –   | –  | –   | –  | –  | –  | –  | –  | 30  | q  | –  | –  | –  | –  | –  | –  | –  | –  | –  |
| Hiroki Yamada | q  | q  | 46 | q   | q  | q   | –  | 44 | q  | q  | q  | 31  | 24 | –  | –  | –  | –  | –  | –  | –  | –  | –  |
| Kazuya Yoshioka | –  | –  | –  | –   | –  | –   | –  | –  | –  | –  | –  | 15  | 18 | –  | –  | –  | –  | –  | –  | –  | –  | –  |
| Kanada |    |    |    |     |    |     |    |    |    |    |    |     |    |    |    |    |    |    |    |    |    |    |
| Gregory Baxter | –  | –  | –  | –   | –  | –   | –  | –  | –  | –  | –  | –   | –  | q  | 44 | –  | q  | q  | q  | q  | –  | –  |
| Graeme Gorham | –  | –  | –  | –   | –  | q   | –  | –  | –  | –  | –  | –   | –  | –  | –  | –  | –  | –  | –  | –  | –  | –  |
| Stefan Read | q  | 40 | 42 | 42  | 45 | 37  | –  | q  | 39 | 43 | q  | –   | –  | 23 | 35 | 29 | 33 | q  | q  | 43 | q  | –  |
| Kazachstan |    |    |    |     |    |     |    |    |    |    |    |     |    |    |    |    |    |    |    |    |    |    |
| Iwan Karaułow | q  | q  | q  | q   | –  | –   | q  | q  | q  | q  | q  | 28  | 15 | –  | –  | 39 | q  | q  | q  | q  | –  | –  |
| Aleksiej Korolow | –  | –  | –  | –   | –  | –   | –  | –  | –  | –  | –  | –   | –  | –  | –  | –  | q  | –  | –  | –  | –  | –  |
| Nikołaj Karpienko | –  | –  | –  | –   | –  | –   | q  | q  | q  | q  | q  | –   | –  | –  | –  | 46 | q  | –  | –  | –  | –  | –  |
| Radik Żaparow | 47 | 30 | 33 | 40  | –  | –   | –  | –  | –  | –  | –  | 26  | q  | –  | –  | 35 | q  | 52 | q  | q  | –  | –  |
| Korea Południowa |    |    |    |     |    |     |    |    |    |    |    |     |    |    |    |    |    |    |    |    |    |    |
| Choi Heung-chul | –  | –  | –  | –   | q  | –   | –  | q  | q  | q  | q  | 41  | q  | –  | –  | –  | q  | q  | q  | q  | –  | –  |
| Choi Yong-jik | –  | –  | –  | –   | 37 | q   | –  | q  | q  | –  | –  | –   | –  | –  | –  | –  | –  | –  | –  | –  | –  | –  |
| Kim Hyun-ki | –  | –  | –  | –   | –  | q   | q  | –  | –  | q  | 46 | q   | 21 | –  | –  | –  | q  | q  | q  | q  | –  | –  |
| Niemcy |    |    |    |     |    |     |    |    |    |    |    |     |    |    |    |    |    |    |    |    |    |    |
| Kai Bracht | –  | –  | –  | –   | –  | –   | –  | q  | 43 | –  | –  | q   | 39 | –  | –  | –  | –  | –  | –  | –  | –  | –  |
| Alexander Herr | q  | q  | 38 | 29  | 29 | 14  | 26 | 12 | 15 | 35 | 7  | –   | –  | 21 | 9  | 14 | –  | –  | –  | –  | –  | –  |
| Stephan Hocke | –  | –  | –  | –   | –  | –   | 32 | q  | q  | –  | –  | 48  | 29 | –  | –  | 31 | 42 | 35 | q  | q  | –  | –  |
| Mario Kürschner | –  | –  | –  | –   | –  | –   | –  | –  | 38 | –  | –  | 42  | q  | –  | –  | –  | –  | –  | –  | –  | –  | –  |
| Maximilian Mechler | –  | –  | –  | –   | –  | –   | –  | 41 | 48 | 45 | q  | 35  | 44 | –  | –  | –  | 49 | q  | q  | q  | –  | –  |
| Julian Musiol | –  | –  | –  | –   | –  | –   | –  | 37 | q  | –  | –  | 46  | 22 | –  | –  | 34 | –  | –  | –  | –  | q  | –  |
| Michael Neumayer | 20 | 17 | 23 | 20  | q  | 25  | 31 | 21 | 17 | 28 | 37 | –   | –  | 14 | 18 | 9  | 16 | 27 | 18 | 17 | 24 | 16 |
| Jörg Ritzerfeld | 29 | 23 | 30 | 24  | 32 | 44  | 34 | –  | –  | –  | –  | –   | –  | –  | –  | –  | –  | –  | –  | –  | –  | –  |
| Martin Schmitt | 15 | 14 | 24 | 32  | q  | 41  | –  | 24 | q  | q  | –  | –   | –  | 50 | 40 | –  | 25 | 22 | 30 | 39 | q  | –  |
| Erik Simon | –  | –  | –  | –   | –  | –   | –  | q  | q  | –  | –  | q   | q  | –  | –  | –  | –  | –  | –  | –  | q  | –  |
| Georg Späth | 14 | 12 | 12 | 35  | 49 | 8   | 19 | 7  | 9  | 13 | 22 | –   | –  | 24 | 22 | 17 | 21 | 23 | 16 | q  | 22 | 21 |
| Michael Uhrmann | 4  | 3  | 4  | 14  | 2  | 9   | 2  | 9  | 7  | 24 | 12 | –   | –  | 12 | 10 | 10 | 3  | 14 | 12 | 18 | 13 | 18 |
| Andreas Wank | –  | –  | –  | –   | –  | –   | –  | q  | 49 | –  | –  | –   | –  | –  | –  | –  | –  | –  | –  | –  | –  | –  |
| Norwegia |    |    |    |     |    |     |    |    |    |    |    |     |    |    |    |    |    |    |    |    |    |    |
| Jon Aaraas | –  | –  | –  | –   | –  | –   | –  | –  | –  | –  | –  | –   | –  | –  | –  | –  | –  | –  | q  | q  | –  | –  |
| Anders Bardal | 13 | 19 | 27 | 23  | 34 | 42  | –  | –  | –  | 25 | 29 | 6   | 6  | 45 | 41 | –  | 41 | q  | 41 | 23 | 19 | 22 |
| Lars Bystøl | 9  | 25 | 3  | 2   | 12 | 13  | 12 | 28 | 20 | 1  | 26 | –   | –  | 18 | 12 | 18 | 14 | 10 | 21 | 13 | 30 | 17 |
| Tommy Egeberg | –  | –  | –  | –   | –  | –   | –  | –  | –  | –  | –  | –   | –  | –  | –  | –  | –  | –  | –  | q  | –  | –  |
| Daniel Forfang | 5  | 20 | 14 | 31  | –  | –   | 24 | q  | q  | –  | –  | 34  | 30 | –  | –  | –  | –  | –  | –  | –  | –  | –  |
| Tom Hilde | –  | –  | –  | –   | –  | –   | –  | –  | –  | –  | –  | –   | –  | –  | –  | –  | –  | –  | 19 | q  | q  | –  |
| Tommy Ingebrigtsen | –  | –  | 26 | 13  | 19 | 15  | 10 | 22 | q  | 33 | 34 | –   | –  | 34 | 36 | 26 | 47 | 36 | 27 | 15 | 5  | 4  |
| Anders Jacobsen | –  | –  | –  | –   | –  | –   | –  | –  | –  | –  | –  | –   | –  | –  | –  | –  | –  | –  | q  | q  | –  | –  |
| Roar Ljøkelsøy | 12 | 16 | 8  | 28  | 5  | 4   | 18 | 2  | 5  | 5  | 3  | 2   | 1  | 9  | 5  | 16 | 18 | 13 | 4  | 27 | 2  | 9  |
| Thomas Lobben | –  | –  | –  | –   | –  | –   | –  | –  | –  | –  | –  | –   | –  | –  | –  | –  | –  | –  | 33 | q  | –  | –  |
| Sigurd Pettersen | q  | q  | 31 | –   | 31 | 5   | 25 | 50 | q  | –  | –  | –   | –  | 32 | 37 | 5  | 26 | 25 | 26 | 25 | –  | –  |
| Bjørn Einar Romøren | 48 | 45 | –  | 11  | 15 | 17  | 15 | 10 | 16 | 3  | 5  | 1   | 5  | 10 | 6  | 24 | 8  | 6  | 2  | 10 | 1  | 5  |
| Morten Solem | –  | –  | –  | –   | –  | –   | –  | –  | –  | –  | –  | dsq | 12 | –  | –  | –  | 45 | 45 | 48 | 36 | –  | –  |
| Henning Stensrud | –  | –  | –  | –   | –  | –   | –  | –  | –  | 17 | 18 | 8   | 11 | 19 | 17 | –  | –  | –  | 22 | 20 | 23 | 23 |
| Andreas Vilberg | –  | –  | –  | –   | –  | –   | –  | –  | –  | –  | –  | –   | –  | –  | –  | –  | –  | –  | 49 | 49 | –  | –  |
| Polska |    |    |    |     |    |     |    |    |    |    |    |     |    |    |    |    |    |    |    |    |    |    |
| Marcin Bachleda | 46 | q  | 41 | 37  | –  | –   | 38 | q  | q  | –  | –  | 47  | 31 | q  | –  | –  | –  | –  | –  | –  | –  | –  |
| Krystian Długopolski | q  | q  | q  | q   | q  | q   | –  | –  | –  | –  | –  | –   | –  | 48 | q  | –  | –  | –  | –  | –  | –  | –  |
| Stefan Hula | –  | –  | –  | –   | –  | –   | –  | –  | –  | 47 | 45 | –   | –  | 22 | 21 | –  | q  | q  | 46 | q  | 40 | –  |
| Adam Małysz | 7  | 5  | 10 | 5   | 8  | 7   | 13 | 13 | 21 | –  | –  | –   | –  | 4  | 14 | –  | 6  | 3  | 11 | 1  | 6  | 8  |
| Robert Mateja | 39 | q  | q  | 49  | –  | –   | 27 | 32 | 39 | 37 | 38 | –   | –  | 38 | 38 | –  | q  | 40 | q  | q  | –  | –  |
| Tomasz Pochwała | –  | –  | –  | –   | –  | –   | –  | –  | –  | –  | –  | 38  | 48 | q  | q  | –  | –  | –  | –  | –  | –  | –  |
| Wojciech Skupień | –  | –  | –  | –   | 41 | q   | q  | –  | –  | –  | –  | –   | –  | –  | –  | –  | –  | –  | –  | –  | –  | –  |
| Kamil Stoch | 26 | 43 | 35 | 33  | 25 | dsq | 41 | 49 | 29 | 41 | 33 | –   | –  | 15 | 19 | –  | 40 | 34 | 34 | 44 | q  | –  |
| Rafał Śliż | –  | –  | –  | –   | q  | 45  | –  | –  | –  | 26 | 35 | 29  | 23 | 37 | 49 | –  | –  | –  | –  | –  | –  | –  |
| Tomisław Tajner | –  | –  | –  | –   | –  | –   | –  | –  | –  | –  | –  | –   | –  | q  | q  | –  | –  | –  | –  | –  | –  | –  |
| Piotr Żyła | –  | –  | –  | –   | –  | –   | –  | –  | –  | –  | –  | 19  | 20 | 47 | q  | –  | –  | –  | –  | –  | q  | –  |
| Rosja |    |    |    |     |    |     |    |    |    |    |    |     |    |    |    |    |    |    |    |    |    |    |
| Ildar Fatkullin | q  | q  | 44 | q   | q  | 40  | q  | q  | q  | q  | –  | –   | –  | q  | q  | –  | q  | 47 | 42 | q  | q  | –  |
| Dmitrij Ipatow | 27 | 27 | 40 | q   | 34 | 43  | 49 | q  | 44 | q  | q  | –   | –  | –  | –  | –  | q  | q  | 44 | –  | 36 | –  |
| Walerij Kobielew | –  | –  | –  | –   | –  | –   | –  | –  | –  | –  | –  | –   | –  | –  | –  | 47 | –  | –  | –  | –  | –  | –  |
| Dienis Korniłow | 30 | 39 | 50 | 34  | 48 | 23  | 39 | q  | 30 | 27 | 39 | –   | –  | –  | –  | –  | 17 | 28 | q  | 46 | 21 | –  |
| Jewgienij Plechow | q  | q  | –  | –   | –  | –   | –  | –  | –  | –  | –  | –   | –  | –  | –  | 45 | –  | –  | –  | –  | –  | –  |
| Ilja Roslakow | –  | –  | –  | –   | –  | –   | –  | –  | –  | –  | –  | –   | –  | –  | –  | q  | –  | –  | –  | –  | –  | –  |
| Aleksiej Siłajew | –  | –  | –  | –   | –  | –   | –  | –  | –  | –  | –  | –   | –  | –  | –  | 49 | –  | –  | –  | –  | –  | –  |
| Dmitrij Wasiljew | –  | –  | q  | q   | 13 | 36  | 16 | 11 | 14 | 19 | 24 | –   | –  | 17 | 13 | –  | 28 | 4  | 7  | 26 | 20 | 26 |
| Słowacja |    |    |    |     |    |     |    |    |    |    |    |     |    |    |    |    |    |    |    |    |    |    |
| Martin Mesík | –  | –  | q  | 45  | q  | q   | 29 | 33 | q  | 40 | 40 | 40  | q  | 41 | 47 | –  | q  | q  | q  | q  | q  | –  |
| Słowenia |    |    |    |     |    |     |    |    |    |    |    |     |    |    |    |    |    |    |    |    |    |    |
| Rok Benkovič | 32 | 26 | 19 | 16  | 21 | 21  | 8  | 17 | 13 | 10 | 13 | –   | –  | 46 | 45 | –  | 48 | 41 | –  | –  | q  | –  |
| Jure Bogataj | –  | –  | –  | –   | –  | –   | q  | –  | –  | –  | –  | –   | –  | –  | –  | –  | –  | –  | –  | –  | q  | –  |
| Anže Damjan | –  | –  | –  | –   | –  | –   | –  | –  | –  | –  | –  | 45  | –  | –  | –  | –  | –  | –  | –  | –  | –  | –  |
| Jernej Damjan | 35 | 24 | 18 | 30  | q  | 48  | 47 | 48 | q  | q  | –  | –   | q  | 8  | 11 | –  | 29 | 21 | 5  | 16 | 15 | 24 |
| Robert Hrgota | –  | –  | –  | –   | –  | –   | –  | –  | –  | –  | –  | –   | –  | –  | –  | –  | –  | –  | –  | –  | q  | –  |
| Robert Kranjec | 3  | 1  | 7  | 47  | 33 | 22  | 30 | 26 | 33 | 22 | 42 | –   | –  | 16 | 42 | –  | –  | –  | –  | –  | 8  | 3  |
| Primož Peterka | 11 | 31 | 25 | 17  | 6  | 18  | 19 | 19 | 24 | 18 | 36 | –   | –  | 34 | 24 | –  | 30 | 38 | q  | 29 | 34 | –  |
| Primož Pikl | 18 | 34 | q  | 26  | 43 | q   | 48 | –  | –  | –  | q  | –   | –  | –  | –  | 48 | –  | –  | –  | –  | q  | –  |
| Jure Radelj | –  | –  | –  | –   | –  | –   | –  | –  | –  | –  | –  | 23  | 36 | –  | –  | –  | –  | –  | –  | –  | –  | –  |
| Gorazd Robnik | –  | –  | –  | –   | –  | –   | –  | –  | –  | –  | –  | q   | q  | –  | –  | –  | –  | –  | –  | –  | –  | –  |
| Jure Šinkovec | 33 | 50 | q  | q   | q  | q   | –  | –  | –  | –  | –  | 21  | 38 | –  | –  | 33 | 38 | 49 | q  | q  | –  | –  |
| Matevž Šparovec | –  | –  | –  | –   | –  | –   | –  | –  | –  | –  | –  | –   | –  | –  | –  | –  | –  | –  | –  | –  | q  | –  |
| Jurij Tepeš | –  | –  | –  | –   | –  | –   | –  | q  | 35 | q  | q  | –   | –  | –  | –  | –  | –  | –  | q  | 31 | –  | –  |
| Rok Urbanc | –  | –  | –  | –   | –  | –   | –  | –  | –  | –  | –  | 35  | 41 | –  | –  | 40 | q  | 42 | q  | 37 | 37 | 27 |
| Bine Zupan | –  | –  | –  | –   | –  | –   | –  | –  | –  | –  | –  | –   | –  | –  | –  | 41 | –  | –  | –  | –  | 26 | 25 |
| Primož Zupan | –  | –  | –  | –   | –  | –   | –  | –  | –  | –  | –  | –   | –  | –  | –  | –  | –  | –  | –  | –  | q  | –  |
| Stany Zjednoczone |    |    |    |     |    |     |    |    |    |    |    |     |    |    |    |    |    |    |    |    |    |    |
| Alan Alborn | 45 | 29 | 28 | 41  | 47 | 34  | 43 | –  | –  | –  | 47 | q   | 40 | –  | –  | –  | 44 | 51 | 35 | q  | 33 | –  |
| Clint Jones | q  | q  | q  | q   | 39 | q   | –  | –  | –  | –  | –  | –   | –  | –  | –  | –  | 50 | q  | q  | 34 | –  | –  |
| Thomas Schwall | q  | q  | –  | –   | q  | q   | –  | –  | –  | –  | –  | –   | –  | –  | –  | –  | –  | –  | –  | –  | –  | –  |
| Szwajcaria |    |    |    |     |    |     |    |    |    |    |    |     |    |    |    |    |    |    |    |    |    |    |
| Simon Ammann | 22 | 11 | 21 | 25  | 16 | 6   | 14 | 8  | 8  | 23 | 20 | –   | –  | 30 | 50 | 22 | 9  | 20 | 15 | 32 | 14 | 15 |
| Andreas Küttel | 16 | 4  | 1  | 3   | 1  | 3   | 5  | 20 | 4  | 7  | 4  | –   | –  | 13 | 8  | 3  | 4  | 1  | 6  | 9  | 4  | 12 |
| Guido Landert | q  | q  | 49 | q   | –  | –   | q  | –  | –  | q  | q  | 10  | 17 | –  | –  | 42 | 38 | 50 | 38 | q  | –  | –  |
| Michael Möllinger | 44 | q  | –  | –   | q  | q   | 17 | 30 | 34 | 21 | 19 | –   | –  | 26 | 32 | 27 | 27 | 37 | 43 | q  | –  | –  |
| Marco Steinauer | –  | –  | –  | –   | –  | –   | q  | –  | –  | –  | –  | –   | –  | –  | –  | –  | –  | –  | –  | –  | –  | –  |
| Szwecja |    |    |    |     |    |     |    |    |    |    |    |     |    |    |    |    |    |    |    |    |    |    |
| Andreas Arén | –  | –  | –  | –   | –  | –   | –  | –  | –  | –  | –  | –   | –  | –  | –  | –  | q  | q  | q  | q  | q  | –  |
| Johan Erikson | –  | –  | –  | –   | q  | q   | q  | q  | q  | –  | –  | q   | 46 | 43 | 43 | 37 | q  | q  | q  | 48 | q  | –  |
| Isak Grimholm | q  | q  | 48 | 46  | q  | q   | q  | q  | q  | q  | q  | q   | 43 | q  | q  | 43 | –  | –  | –  | –  | –  | –  |
| Jakob Grimholm | –  | –  | –  | –   | –  | –   | –  | –  | –  | q  | q  | –   | –  | –  | –  | 44 | q  | –  | –  | –  | –  | –  |
| Ukraina |    |    |    |     |    |     |    |    |    |    |    |     |    |    |    |    |    |    |    |    |    |    |
| Wołodymyr Boszczuk | q  | q  | –  | –   | –  | –   | –  | q  | –  | –  | –  | –   | –  | q  | 48 | –  | –  | –  | –  | –  | –  | –  |
| Włochy |    |    |    |     |    |     |    |    |    |    |    |     |    |    |    |    |    |    |    |    |    |    |
| Alessio Bolognani | –  | –  | –  | –   | –  | –   | –  | –  | –  | –  | –  | –   | –  | q  | q  | –  | –  | –  | –  | –  | –  | –  |
| Sebastian Colloredo | –  | –  | –  | –   | 10 | 28  | 33 | 29 | 21 | 14 | 13 | –   | –  | 31 | 31 | –  | 36 | 33 | 29 | 42 | –  | –  |
| Andrea Morassi | –  | –  | –  | –   | q  | q   | 42 | 31 | q  | 34 | 41 | –   | –  | 49 | 20 | –  | q  | q  | q  | q  | –  | –  |
| Legenda |    |    |    |     |    |     |    |    |    |    |    |     |    |    |    |    |    |    |    |    |    |    |
| 1–3 4–30 poniżej 30 q – Zawodnik nie zakwalifikował się dsq – Zawodnik zdyskwalifikowany w konkursie dns – Zawodnik zakwalifikowany nie wystartował w konkursie - – Zawodnik niezgłoszony do konkursu |    |    |    |     |    |     |    |    |    |    |    |     |    |    |    |    |    |    |    |    |    |    |

## Klasyfikacje

### Klasyfikacja indywidualna
| Źródło  | Źródło              | Źródło | Źródło |
| Miejsce | Zawodnik            | Punkty |        |
| ------- | ------------------- | ------ | ------ |
| 1.      | Jakub Janda         | 1151   |        |
| 2.      | Janne Ahonen        | 1024   |        |
| 3.      | Andreas Küttel      | 980    |        |
| 4.      | Roar Ljøkelsøy      | 875    |        |
| 5.      | Thomas Morgenstern  | 846    |        |
| 6.      | Bjørn Einar Romøren | 757    |        |
| 7.      | Andreas Kofler      | 699    |        |
| 8.      | Michael Uhrmann     | 681    |        |
| 9.      | Adam Małysz         | 634    |        |
| 10.     | Andreas Widhölzl    | 594    |        |
| 11.     | Matti Hautamäki     | 563    |        |
| 12.     | Takanobu Okabe      | 500    |        |
| 13.     | Lars Bystøl         | 495    |        |
| 14.     | Janne Happonen      | 484    |        |
| 15.     | Martin Koch         | 383    |        |
| 16.     | Robert Kranjec      | 327    |        |
| 17.     | Simon Ammann        | 305    |        |
| 18.     | Georg Späth         | 282    |        |
| 19.     | Daiki Itō           | 267    |        |
| 20.     | Tami Kiuru          | 265    |        |
| 21.     | Noriaki Kasai       | 249    |        |
| 22.     | Dmitrij Wasiljew    | 240    |        |
| 23.     | Tommy Ingebrigtsen  | 208    |        |
| 24.     | Michael Neumayer    | 205    |        |
| 25.     | Jernej Damjan       | 172    |        |
| 26.     | Rok Benkovič        | 164    |        |
| 27.     | Anders Bardal       | 161    |        |
| 28.     | Alexander Herr      | 158    |        |
| 29.     | Wolfgang Loitzl     | 156    |        |
| 30.     | Joonas Ikonen       | 155    |        |
| 30.     | Risto Jussilainen   | 155    |        |
| ...     |                     |        |        |

### Klasyfikacja drużynowa
| Źródło  | Źródło           | Źródło | Źródło |
| Miejsce | Reprezentacja    | Punkty |        |
| ------- | ---------------- | ------ | ------ |
| 1.      | Austria          | 3611   |        |
| 2.      | Norwegia         | 3525   |        |
| 3.      | Finlandia        | 3456   |        |
| 4.      | Niemcy           | 1869   |        |
| 5.      | Szwajcaria       | 1675   |        |
| 6.      | Japonia          | 1620   |        |
| 7.      | Czechy           | 1388   |        |
| 8.      | Słowenia         | 915    |        |
| 9.      | Polska           | 786    |        |
| 10.     | Rosja            | 389    |        |
| 11.     | Włochy           | 92     |        |
| 12.     | Francja          | 27     |        |
| 13.     | Kazachstan       | 25     |        |
| 14.     | Estonia          | 16     |        |
| 15.     | Korea Południowa | 10     |        |
| 15.     | Kanada           | 10     |        |
| 17.     | USA              | 5      |        |
| 18.     | Słowacja         | 2      |        |